# Carlo Nazzaro
Carlo Nazzaro (Chiusano di San Domenico, 3 dicembre 1887 – Napoli, 24 gennaio 1975) è stato un giornalista e scrittore italiano.

## Biografia
Esordisce come giornalista sul quotidiano napoletano "Don Marzio" dove è redattore insieme a Enrico De Nicola (futuro primo Presidente della Repubblica italiana) dal 1909 al 1918. Collaboratore del Corriere della Sera fin dai tempi di Aldo Borelli con i suoi noti elzeviri, dal 1918 al 1930 lavora al "Mezzogiorno". Per oltre un decennio (dal 1931 al 25 luglio 1943) è stato impegnato nella direzione, allo Spirito Santo, del giornale Roma, del quale fu redattore capo dal maggio 1928 al marzo 1931. Frequentò i più illustri personaggi della cultura italiana e internazionale del suo tempo tra i quali Totò al quale scrisse la prefazione della prima edizione de 'A livella - pubblicata anche grazie alla sua mediazione tra De Curtis e l'editore Fiorentino - e del quale disse: "Fuori dal palcoscenico Totò non ride". È sua la lapide "Amalfi nome forte e gentile che solcasti i mari che nuovi mari conquistasti alla fede e alla patria" sul porto di Amalfi.

### La direzione del Roma
Personalità, artisti, scrittori e giornalisti amavano incontrare Nazzaro in quel cenacolo di cultura che era il Roma. Nazzaro fece studio, talvolta accanto al pianoforte fatto portare da lui stesso. Per il noto musicista Pietro Mascagni, Nazzaro fece portare al giornale un pianoforte che piazzò in tipografia: quando il musicista arrivò al giornale, prima si trattenne in affettuosa conversazione con l'amico direttore, dopo accolse con simpatia la trovata, suonando per un'ora, fra linotype e banchi d'impaginazione. Così accadde con Luigi Pirandello accompagnato da Marta Abba: giornalisti e tipografi poterono ascoltare due brani di "Così è (se vi pare)", recitati dalla grande attrice. Poi fu la volta di Jascha Heifetz con il suo violino Stradivari, delle "quattro chiacchiere" con Ugo Ojetti, come le aveva chiamate lui, e della dizione in veneziano di alcune scene di "Sior Todero brontolon" da parte di un dicitore d'eccezione: Renato Simoni.

### La condirezione de Il Mattino
Nel 1947 Carlo Nazzaro va a dirigere Il Mattino Illustrato, il Roma e quindi Il Risorgimento. Ma è nel 1950 che diventa condirettore de Il Mattino con Giovanni Ansaldo come ricorda un articolo di Gaetano Afeltra sul Corriere della Sera.

### L'intervista ad Albert Einstein
Non amava spostarsi dalla "sua" Napoli, il viaggio più lungo, prima della seconda guerra mondiale lo portò a Trieste, a Venezia e a Bologna, dove intervistò Albert Einstein nel 1943. Di quell'episodio lui stesso disse: "Mi rifece la punta della matita che per l'emozione avevo spezzata"

### Il ruolo nella pubblicazione de 'A Livella di Totò
Una memoria di Francesco Fiorentino, figlio di Fausto Fiorentino, editore de 'A livella, spiega: «Mio padre (...) udì per la prima volta A livella, nell'aprile del '63. Capì subito che doveva pubblicare quei versi». All'incontro avrebbe partecipato anche lui (Francesco). A fare da mediatori tra l'editore e Totò furono due firme del Mattino, Mario Stefanile e Carlo Nazzaro. Antonio De Curtis accettò subito, con tre condizioni: «La responsabilità è tutta vostra. L'edizione è a vostra totale spesa: je nun caccio na lira. E la prefazione sarà di don Carlo» disse Totò, in riferimento a Nazzaro. L'anno dopo sarebbe uscita la raccolta, baciata da un successo di vendite anche all'estero.

### Il premio Saint-Vincent

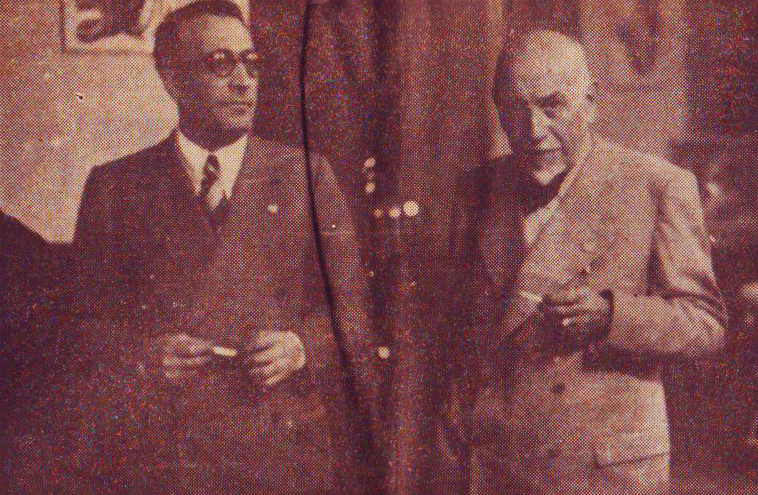
Carlo Nazzaro con Luigi Pirandello in una foto del 1938

Nel 1972 gli fu attribuito il premio Saint-Vincent per il giornalismo, con la menzione "Per una vita dedicata al giornalismo"

### L'attività durante il regime fascista
Carlo Nazzaro fu direttore del Roma in piena epoca fascista. Ha sempre servito il regime senza riserve ma con una certa discrezione anche perché è stato un routinier della professione ed ha vissuto piuttosto nei ridotti dei teatri e negli studi dei pittori che non a contatto dei gerarchi. In un articolo pubblicato nel 1932, in qualità di direttore, in occasione del settantesimo anniversario dalla fondazione del giornale, così scriveva: "Attualmente il giornale, gestito dalla Società Editrice Mezzogiorno (liquidatore unico per incarico del partito, Francesco De Luca, segretario federale amministrativo della Federazione Fascista di Napoli) è diretto da me, già redattore capo dal maggio 1928 al marzo 1931. (...) Il regime aveva sfondato i fondaci, compiuto opere superbe di edilizia, di igiene, di bellezza panoramica; aveva sanato piaghe sociali, problemi tutti che il "Roma" in 7 anni di vita battagliera e onesta aveva affrontati senza vederli risolti. (...) Passato così nel giro di quattro anni al servizio del regime - di un regime che è soprattutto gusto, intelligenza e sapienza - il "Roma" ha visto costantemente aumentare il numero delle sue copie, accrescere il credito, la simpatia e la risonanza nei lettori, in una maniera autenticamente commovente per chi, come noi, vive la vita della carta stampata".

### Il sabotaggio antifascista del suo titolo
Nel 1932 Napoli si preparava alla visita del Duce per le celebrazioni dei dieci anni dalla Marcia su Roma. In un articolo riportante il programma della giornata, l'edizione regionale del Roma riportò che "...tutte le campane dovranno suonare a morto" invece che "a distesa". Il sabotaggio, probabilmente ad opera di qualche antifascista del giornale, costò a Nazzaro la convocazione da Achille Starace nella sede del Fascio in via Medina (Napoli). Fu accusato di "responsabilità oggettiva" e "mancato controllo". Il direttore riuscì però a dimostrare di non avere colpe in quanto la copia da lui supervisionata prima della stampa - l'edizione nazionale, che partiva per prima - era corretta; mentre il sabotaggio avvenne a sua insaputa all'interno della copia regionale (che partiva dopo). Nonostante ciò a Nazzaro fu consigliato un periodo di "vacanza", durato poi due mesi.

## Riconoscimenti post mortem
A lui è intitolata una via di Napoli, nonché la scuola elementare e la Pro Loco del suo paese d'origine. Il quotidiano Roma d’intesa con la civica Amministrazione di Chiusano di San Domenico in provincia di Avellino, paese d’origine di Carlo Nazzaro, scoprirà una targa muraria sulla sua casa natale nel trigesimo della morte

### Il ricordo di Arturo Fratta
Intitolando una scuola a Carlo Nazzaro, Chiusano San Domenico onora un suo illustre concittadino. Ma non soltanto. Finalmente paga un tributo d'amore a uno dei tanti suoi figli che se ne allontanarono e per tutta la vita conservarono memoria della loro terra e della loro gente. Di Chiusano scrisse con l'incantata nostalgia dell'esule, portando il nome del piccolo paese montano ben oltre i confini dell'Irpinia.

## Il premio giornalistico Carlo Nazzaro
Dopo il convegno “Il giornalismo culturale in Irpinia - Carlo Nazzaro e la storia di una grande tradizione” il 5 luglio 2013 la sua terra natale lo ha voluto ricordare attraverso la creazione di un premio giornalistico: Carlo Nazzaro - Sud protagonista.

### Prima edizione 2014
Ad aggiudicare i premi la giuria composta da Aldo De Francesco (giornalista), Gianni Ambrosino (direttore di Canale 21), Ottavio Lucarelli (presidente dell'Ordine dei giornalisti della Campania), Antonio Sasso (direttore del Roma), Antonio Festa (giornalista), Enrico Dell'Orfano.
- sezione “Vico Fantasia”: Natascia Festa (Corriere del Mezzogiorno), Franco Esposito (già inviato del Mattino e del Corriere dello Sport)
- sezione "Napoli Sempreviva”: Mario Maglione (artista e cantante), Oreste Cuomo (epatologo).
- sezione “Sud protagonista”: Giuseppe Acocella (vice presidente del Cnel)

### Seconda edizione 2015[13]
- sezione "Napoli Sempreviva”: Pietro Gargano, giornalista, scrittore, notista di costume ed elzevirista del Mattino e Antonello Perillo, caporedattore centrale responsabile del Tgr Rai Campania
- sezione “Vico Fantasia”: Monica Sarnelli, artista e cantante, e Gigi Savoia, regista e attore
- sezione “Sud protagonista”: Gianni Festa, giornalista, fondatore e direttore del “Quotidiano del Sud”.

### Terza edizione 2016[14]
- per la divulgazione della cultura giornalistica: Simona Agnes
- per la saggistica: Gennaro Sangiuliano, vice direttore del Tg1
- per il giornalismo televisivo: Paolo Borrometi,  inviato dell'Agi
- per la critica cinematografica: Alberto Castellano
- per l'editoria: Renato Ciampa per l'editoria.
- per la sezione 'Carlo Nazzaro' - Giovani: Salvatore Parente di San Giuseppe Vesuviano,  Marta Ferraro di Avellino, e Angela Avallone di Salerno, praticanti giornalisti iscritti al secondo anno del Master di I livello della Scuola di Giornalismo di Salerno

### Quarta edizione 2017[15]
- sezione giornalismo: Aldo Balestra, caporedattore Il Mattino
- sezione tv: Antonio Scoppettuolo, giornalista TGR Lazio
- sezione web news: Fanpage ed Il Ciriaco
- sezione editoria: Arturo Bascetta Editore
- premio Carlo Nazzaro: Antonio Di Bella, direttore RaiNews24
- premio amici del territorio: Marciano Casale, docente in pensione
- premio arti e varia umanità: Ghemon, rapper e cantautore

### Quinta edizione 2018[16]
- sezione giornalismo: Alessandro Barbano, già direttore de Il Mattino, giornalista e scrittore
- sezione giornalismo: Ottavio Lucarelli, giornalista Repubblica e Presidente Ordine dei Giornalisti della Campania
- sezione giornalismo web: Davide Nunziante, direttore VocediNapoli.it
- sezione editoria: On. Michele Gubitosa, già editore di Irpinia News
- sezione scienze e varia umanità: Silvia Tentindo, professoressa di Fisica al CERN
- sezione teatro: Armando Cavaliere, attore, musicista e regista
- sezione amici del territorio: Michele Maria Spina, Dirigente superiore della Polizia di Stato di Napoli
- sezione amici del territorio: Monsignor Arturo Aiello, Vescovo di Avellino

## Opere
Pubblicò una prima raccolta di elzeviri nel 1963 con la casa editrice Fausto Fiorentino, dal titolo "Napoli sempreviva” che ebbe recensioni di Giovanni Ansaldo, Dino Buzzati, Giuseppe Marotta, Paolo Monelli, Marco Ramperti, Mario Stefanile. Seguirono nel 2002 due raccolte
postume: “Vico Fantasia” e  “Napoletani col don” a cura di Arturo Fratta per le “Edizioni del Delfino”.